# Jurij Łarionow
Jurij Juriewicz Łarionow (ros. Юрий Юрьевич Ларионов; ur. 19 sierpnia 1986 w Nowosybirsku, ZSRR) – rosyjski łyżwiarz figurowy, startujący w konkurencji par sportowych z Wierą Bazarową. Brązowy medalista Mistrzostw Europy z 2011 roku. Srebrny medalista Mistrzostw świata juniorów z 2007 roku. Dwukrotny brązowy medalista Mistrzostw Rosji w 2010 i 2011 roku.